# Silvio Bonfante
Silvio Bonfante (Oneglia, 3 agosto 1921 – Briga Alta, 17 ottobre 1944) è stato un partigiano italiano, conosciuto col nome di battaglia di "Cion", insignito della Medaglia d'oro al valor militare alla memoria.

## Biografia

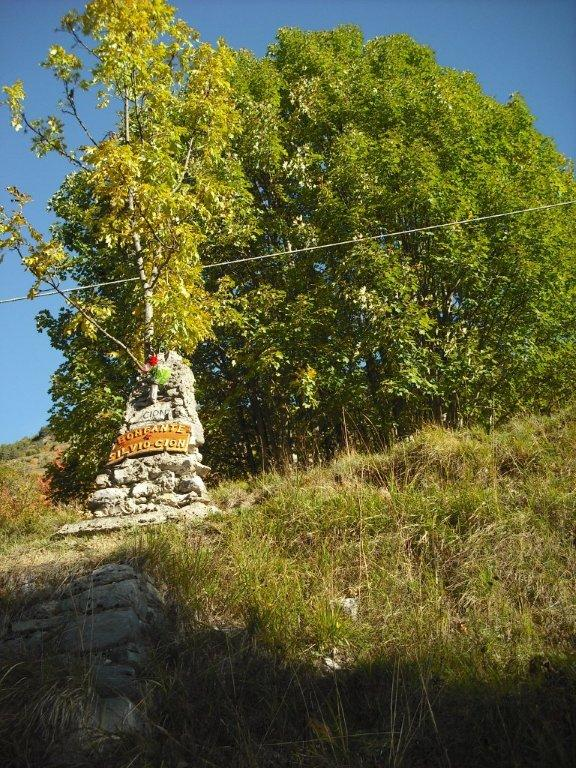
Cippo in memoria di Cion, all'entrata del paese di Upega

Studiò in seminario, ma a 14 anni decise di mettersi a lavorare. Iniziò come aiutante fuochista su una nave mercantile, nella flotta del pastificio Agnesi. Nel 1941 il giovane era stato chiamato alle armi e arruolato in Marina. Inquadrato al deposito Corpo degli equipaggi militari marittimi di La Spezia, era poi stato trasferito a Roma, al distaccamento della Marina. All'avvento della caduta del fascismo, tornò rapidamente in Liguria, seguendo l'esempio di uno zio (Nino Siccardi), si aggregò alla prime formazioni partigiane dell'Imperiese.
Vice comandante della Seconda Divisione Garibaldi "Felice Cascione", nel 1944 a Vessalico fu ferito ad una gamba in uno scontro a fuoco con i tedeschi. Fu portato a Upega nel cuneese ad un improvvisato ospedale da campo partigiano, che fu successivamente attaccato dai tedeschi. Quando il gruppo di medici e partigiani che stava tentando di fuggire con i feriti fu circondato dai tedeschi, si tolse la vita per dare la possibilità ai porta feriti di fuggire e per non essere preso vivo dai nemici.
A suo nome furono intitolate la Sesta Divisione Garibaldi e successivamente due strade di Albenga e di Imperia.